# Astragalus cyclophyllon
Astragalus cyclophyllon là một loài thực vật có hoa trong họ Đậu. Loài này được Beck miêu tả khoa học đầu tiên.